# Maria di Sassonia-Altenburg
Principessa Maria di Sassonia-Altenburg (in tedesco: Alexandrine Marie Wilhelmine Katharine Charlotte Theresia Henriette Luise Pauline Elisabeth Friederike Georgine; Hildburghausen, 14 aprile 1818 – Gmunden, 9 gennaio 1907) è stata Regina di Hannover e la consorte di Giorgio V, un nipote di Giorgio III del Regno Unito e della Regina Carlotta.

## Infanzia
Maria nacque a Hildburghausen, come Principessa Maria di Sassonia-Hildburghausen, figlia maggiore di Giuseppe, Principe Ereditario di Sassonia-Hildburghausen e della Duchessa Amalia di Württemberg. Nel 1826, la famiglia si trasferì ad Altenburg come risultato di un trasferimento di territori tra i vari rami dei Wettin erenestini, e Maria assunse il titolo di Principessa di Sassonia-Altenburg in luogo del precedente.

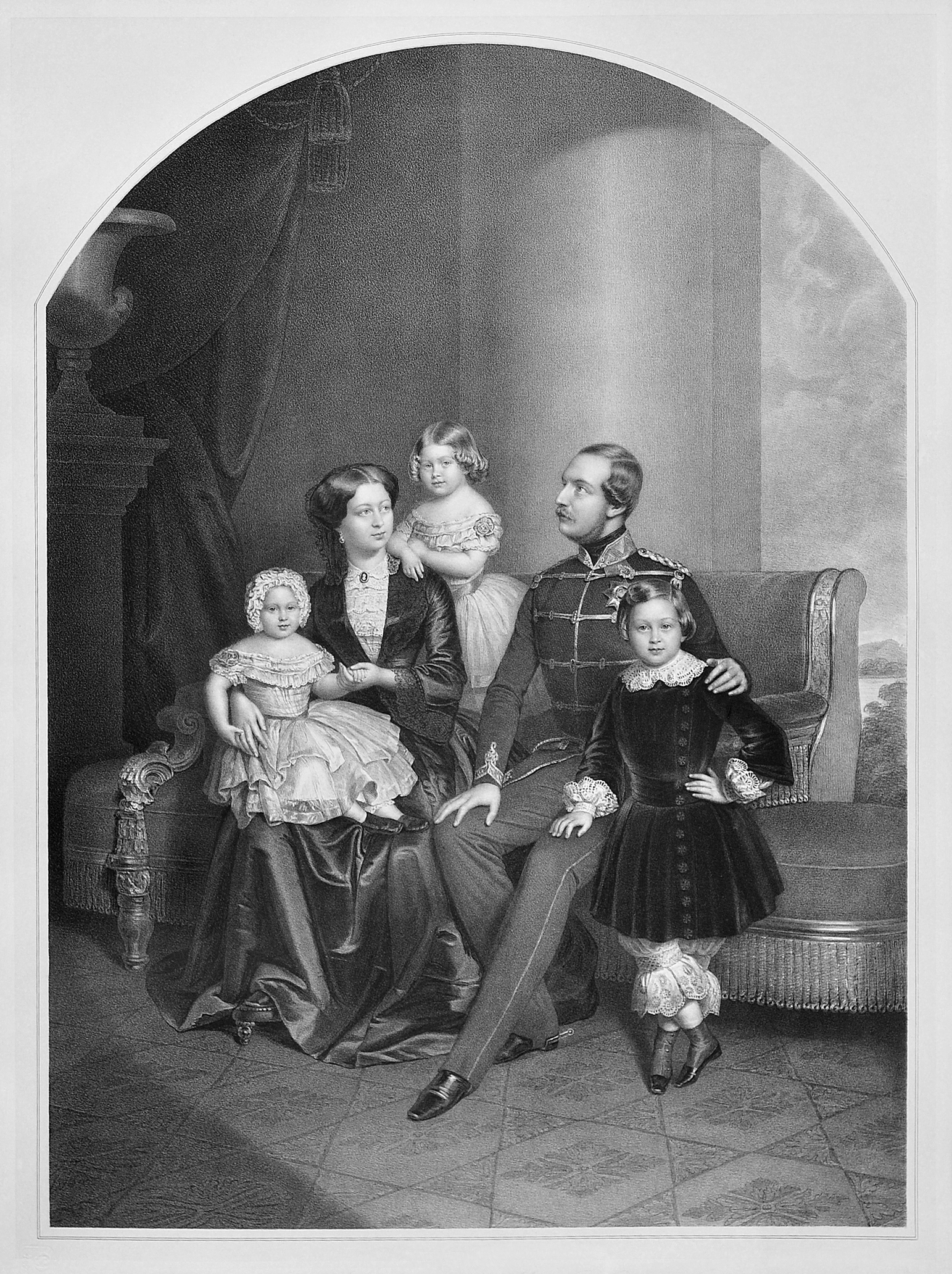
Marie di Sassonia-Altenburg con suo marito, Giorgio V di Hannover, ed il loro figli Ernesto Augusto, Principe Ereditario di Hannover, la Principessa Federica di Hannover, e la Principessa Maria di Hannover

## Matrimonio
Maria sposò, il 18 febbraio 1843, ad Hannover, il Principe Ereditario di Hannover. Ebbero tre figli - il Principe Ernesto Augusto, la Principessa Federica, e la Principessa Maria.

## Regina di Hannover
Il Principe Ereditario e Principessa Ereditaria diventarono Re e Regina di Hannover in seguito alla morte di suo padre, Ernesto Augusto I di Hannover, il 18 novembre 1851. Suo marito fu espulso dal suo regno nel 1866 a causa del suo sostegno dato all'Austria nella guerra austro-prussiana, e il 20 settembre 1866, il Regno fu annesso alla Prussia.  Tuttavia Giorgio non ha mai abdicato; lui, Maria e i loro figli vissero in esilio a Gmunden, in Austria, fino alla morte di Giorgio nel 1878.

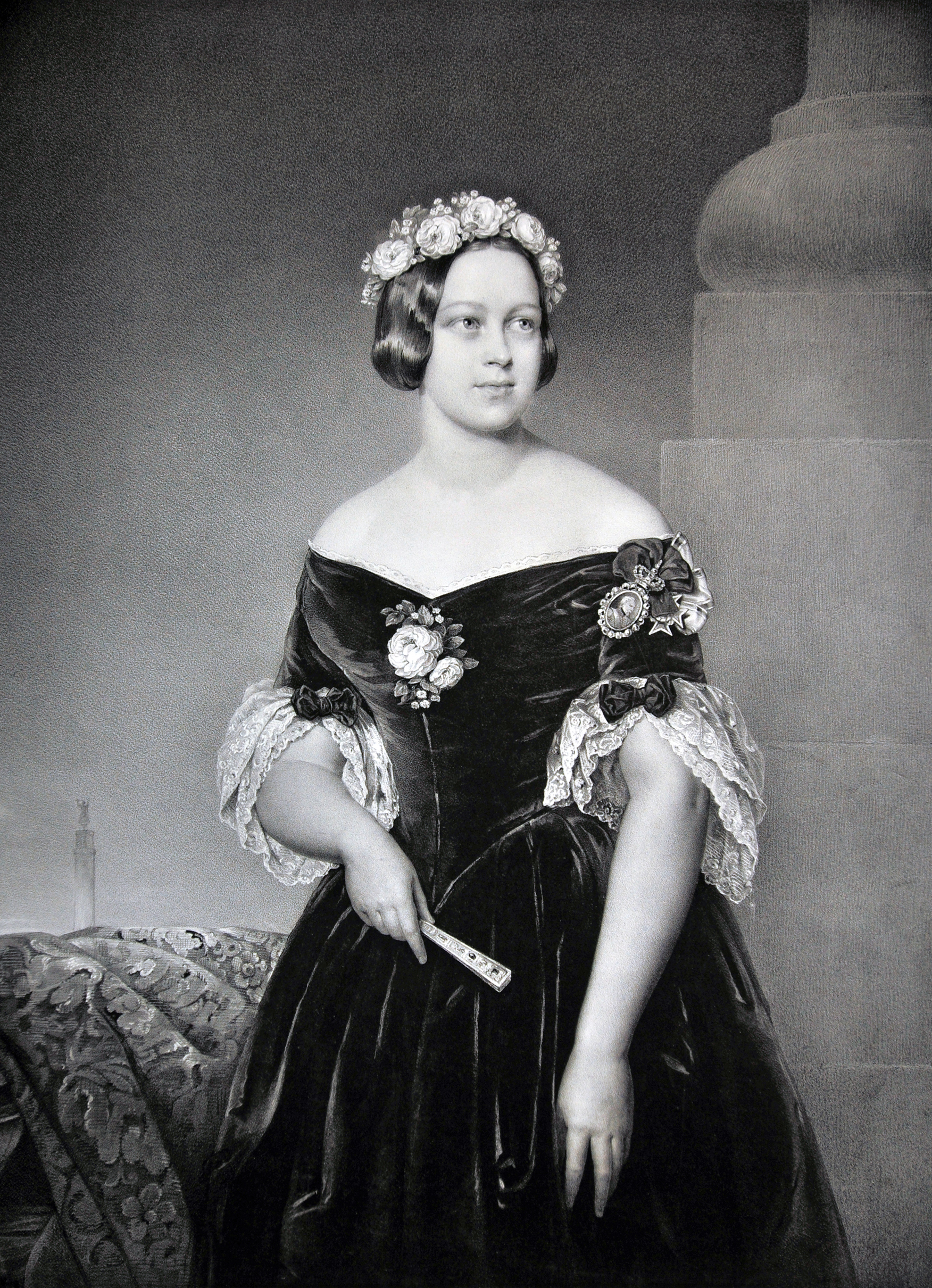
La Principessa Maria di Sassonia-Altenburg dopo il suo matrimonio Principe Ereditario di Hannover.

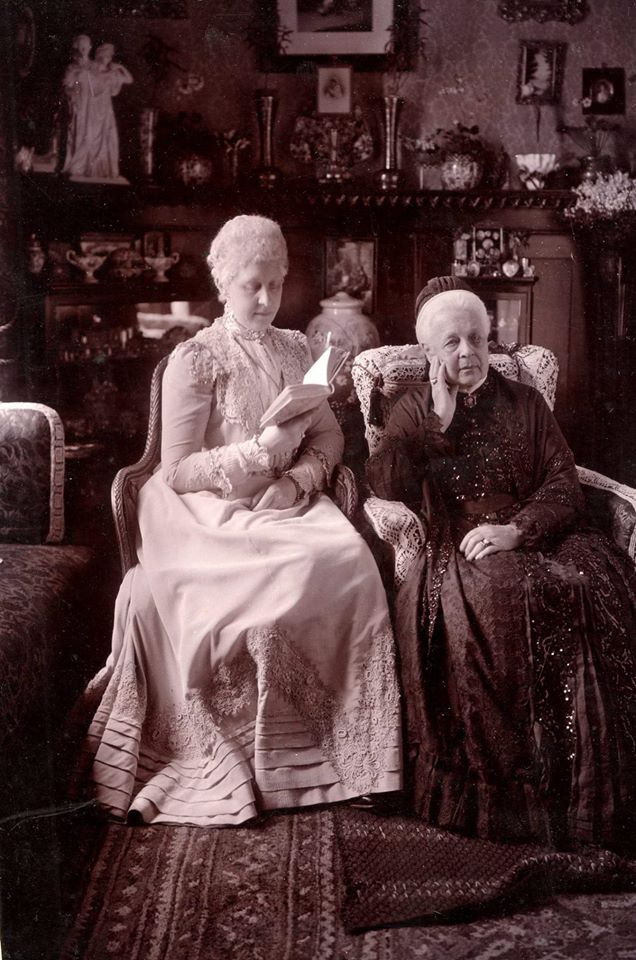
Maria di Hannover con la figlia Maria, fotografia di Carl Jagerspacher, Gmunden 1904, con la firma originale "Marie R. (Regina)"

Il 18 settembre 1872, la Regina Maria fu madrina della nipote della Regina Vittoria, la Principessa Maria Luisa di Schleswig-Holstein.  La Principessa Maria Luisa era la figlia minore di S.A.R. la Principessa Elena (Principessa Cristiano di Schleswig-Holstein); la terza figlia femmina e quinta dei figli della Regina Vittoria & del Principe Alberto.

## Vita successiva
La Regina Maria morì, circa ventotto anni dopo suo marito, il 9 gennaio 1907, a Gmunden, dove fu poi sepolta.

## Titoli, stili, onori e armi

### Titoli e trattamenti
- 14 aprile 1818–12 novembre 1826: Sua Altezza Principessa Maria di Sassonia-Hildburghausen
- 12 novembre 1826–18 febbraio 1843: Sua Altezza Principessa Maria di Sassonia-Altenburg
- 18 febbraio 1843–18 novembre 1851: Sua Altezza Reale La Principessa Ereditaria di Hannover
- 18 novembre 1851–9 gennaio 1907: Sua Maestà La Regina di Hanover, Duchessa di Cumberland r Teviotdale, Principessa Reale di Gran Bretagna e Irlanda e Duchessa di Brunswick e Lunenburg.

## Figli
| Nome                                             | Nascita           | Morte            | Note |
| ------------------------------------------------ | ----------------- | ---------------- | --- |
| Ernesto Augusto, Principe Ereditario di Hannover | 21 settembre 1845 | 14 novembre 1923 | Ernesto Augusto Guglielmo Adolfo Giorgio Federico; nato ad Hannover, sposò la Principessa Thyra di Danimarca; ebbe figli |
| Principessa Federica di Hannover                 | 9 gennaio 1848    | 16 ottobre 1926  | nata ad Hannover, morì a Biarritz; sposò Litubert, Barone von Pawel-Rammingen; ebbe figli                                |
| Principessa Maria di Hannover                    | 3 dicembre 1849   | 4 giugno 1904    | Maria Ernestina Giuseppina Adolfina Enrichetta Teresa Elisabetta Alessandrina; nata ad Hannover, morì nubile a Gmunden   |

## Albero genealogico
|                                             |                                    |                                           | Genitori                                               |  |  | Nonni |  |  | Bisnonni                                        |  |  | Trisnonni                                      |  |
|                                             |                                    |                                           |                                                        |  |  |       |  |  | Ernesto Federico III di Sassonia-Hildburghausen |  |  | Ernesto Federico II di Sassonia-Hildburghausen |  |
|                                             |                                    |                                           |                                                        |  |  |       |  |  | Ernesto Federico III di Sassonia-Hildburghausen |  |  | Ernesto Federico II di Sassonia-Hildburghausen |  |
|                                             |                                    | Carolina di Erbach-Fürstenau              |                                                        |  |  |       |  |  | Ernesto Federico III di Sassonia-Hildburghausen |  |  |                                                |  |
| Federico di Sassonia-Altenburg              |                                    |                                           |                                                        |  |  |       |  |  | Ernesto Federico III di Sassonia-Hildburghausen |  |  |                                                |  |
|                                             |                                    | Ernestina Augusta di Sassonia-Weimar      | Ernesto Augusto I di Sassonia-Weimar                   |  |  |       |  |  |                                                 |  |  |                                                |  |
|                                             |                                    | Ernestina Augusta di Sassonia-Weimar      | Ernesto Augusto I di Sassonia-Weimar                   |  |  |       |  |  |                                                 |  |  |                                                |  |
|                                             |                                    | Ernestina Augusta di Sassonia-Weimar      | Sofia Carlotta di Brandeburgo-Bayreuth                 |  |  |       |  |  |                                                 |  |  |                                                |  |
| Giuseppe di Sassonia-Altenburg              |                                    | Ernestina Augusta di Sassonia-Weimar      |                                                        |  |  |       |  |  |                                                 |  |  |                                                |  |
|                                             |                                    | Carlo II di Meclemburgo-Strelitz          | Carlo Ludovico Federico di Meclemburgo-Strelitz        |  |  |       |  |  |                                                 |  |  |                                                |  |
|                                             |                                    | Carlo II di Meclemburgo-Strelitz          | Carlo Ludovico Federico di Meclemburgo-Strelitz        |  |  |       |  |  |                                                 |  |  |                                                |  |
|                                             |                                    | Carlo II di Meclemburgo-Strelitz          | Elisabetta Albertina di Sassonia-Hildburghausen        |  |  |       |  |  |                                                 |  |  |                                                |  |
| Carlotta di Meclemburgo-Strelitz            |                                    | Carlo II di Meclemburgo-Strelitz          |                                                        |  |  |       |  |  |                                                 |  |  |                                                |  |
|                                             |                                    | Federica Carolina Luisa d'Assia-Darmstadt | Giorgio Guglielmo d'Assia-Darmstadt                    |  |  |       |  |  |                                                 |  |  |                                                |  |
|                                             |                                    | Federica Carolina Luisa d'Assia-Darmstadt | Giorgio Guglielmo d'Assia-Darmstadt                    |  |  |       |  |  |                                                 |  |  |                                                |  |
|                                             |                                    | Federica Carolina Luisa d'Assia-Darmstadt | Maria Luisa Albertina di Leiningen-Dagsburg-Falkenburg |  |  |       |  |  |                                                 |  |  |                                                |  |
| Maria di Sassonia-Altenburg                 |                                    | Federica Carolina Luisa d'Assia-Darmstadt |                                                        |  |  |       |  |  |                                                 |  |  |                                                |  |
|                                             | Federico II Eugenio di Württemberg | Carlo I Alessandro di Württemberg         |                                                        |  |  |       |  |  |                                                 |  |  |                                                |  |
|                                             | Federico II Eugenio di Württemberg | Carlo I Alessandro di Württemberg         |                                                        |  |  |       |  |  |                                                 |  |  |                                                |  |
|                                             | Federico II Eugenio di Württemberg | Maria Augusta di Thurn und Taxis          |                                                        |  |  |       |  |  |                                                 |  |  |                                                |  |
| Ludovico Federico Alessandro di Württemberg | Federico II Eugenio di Württemberg |                                           |                                                        |  |  |       |  |  |                                                 |  |  |                                                |  |
|                                             |                                    | Federica Dorotea di Brandeburgo-Schwedt   | Federico Guglielmo di Brandeburgo-Schwedt              |  |  |       |  |  |                                                 |  |  |                                                |  |
|                                             |                                    | Federica Dorotea di Brandeburgo-Schwedt   | Federico Guglielmo di Brandeburgo-Schwedt              |  |  |       |  |  |                                                 |  |  |                                                |  |
|                                             |                                    | Federica Dorotea di Brandeburgo-Schwedt   | Sofia Dorotea di Prussia                               |  |  |       |  |  |                                                 |  |  |                                                |  |
| Amalia di Württemberg                       |                                    | Federica Dorotea di Brandeburgo-Schwedt   |                                                        |  |  |       |  |  |                                                 |  |  |                                                |  |
|                                             |                                    | Carlo Cristiano di Nassau-Weilburg        | Carlo Augusto di Nassau-Weilburg                       |  |  |       |  |  |                                                 |  |  |                                                |  |
|                                             |                                    | Carlo Cristiano di Nassau-Weilburg        | Carlo Augusto di Nassau-Weilburg                       |  |  |       |  |  |                                                 |  |  |                                                |  |
|                                             |                                    | Carlo Cristiano di Nassau-Weilburg        | Augusta Federica Guglielmina di Nassau-Idstein         |  |  |       |  |  |                                                 |  |  |                                                |  |
| Enrichetta di Nassau-Weilburg               |                                    | Carlo Cristiano di Nassau-Weilburg        |                                                        |  |  |       |  |  |                                                 |  |  |                                                |  |
|                                             |                                    | Carolina d'Orange-Nassau                  | Guglielmo IV di Orange-Nassau                          |  |  |       |  |  |                                                 |  |  |                                                |  |
|                                             |                                    | Carolina d'Orange-Nassau                  | Guglielmo IV di Orange-Nassau                          |  |  |       |  |  |                                                 |  |  |                                                |  |
|                                             |                                    | Carolina d'Orange-Nassau                  | Anna di Hannover                                       |  |  |       |  |  |                                                 |  |  |                                                |  |
|                                             |                                    | Carolina d'Orange-Nassau                  |                                                        |  |  |       |  |  |                                                 |  |  |                                                |  |